# Генри, Джеффри
Сэр Джеффри Арама Генри (англ. Geoffrey Arama Henry; 16 ноября 1940, Аитутаки — 9 мая 2012) — премьер-министр Островов Кука.

## Биография
Родился на острове Аитутаки, где и начал свою политическую карьеру, приняв участие в качестве независимого кандидата в выборах одного из округов Аитутаки. В 1972 году стал членом Партии Островов Кука. Впоследствии занял пост министра образования, затем — финансов в 1973 году. В июле 1983 года принял участие на парламентских выборах от Партии Островов Кука. Одержав победу, занял пост премьер-министра страны. Тем не менее, спустя несколько недель он был вынужден уйти в отставку. На досрочных выборах в ноябре 1983 года победу одержал Том Дэвис из Демократической партии Островов Кука, который и занял пост премьера.
На парламентских выборах 1989 года Джеффри Генри снова одержал победу и стал во второй раз премьером Островов Кука (находился на посту в течение 10 лет до 1999 года).
В период его премьерства были проведены преобразования в сфере пенсионного обеспечения, определения минимальной заработной платы. В 1990 году по инициативе Джеффри Генри было создано Министерство культуры. Однако время его нахождения на посту было омрачено крупным финансовым кризисом на Островах, циклоном «Мартин» в ноябре 1997 года.
После ухода с поста в 1999 году в 2004 году Джеффри Генри стал вице-премьером Островов Кука и находился на этом посту до 2006 год]. В феврале 2011 года был назначен спикером парламента островов Кука.
В 1992 году он был удостоен рыцарского звания британской королевой Елизаветой II.